# Joosje Burg
Joosje Burg, född den 29 juli 1997 i Veghel, är en nederländsk landhockeyspelare.

## Karriär
Joosje Burg ingick i det nederländska landhockeylag som tog guld vid OS 2024.